# 謝睿 (正統進士)
謝睿（1411年—？），字邦達，浙江台州府臨海縣人，民籍。明朝政治人物。進士出身。

## 生平
正統三年（1438年）戊午科浙江鄉試第十三名舉人。正統七年（1442年）壬戌科會試第一百三十六名，殿試登進士第三甲第四十二名。

## 家族
曾祖父謝彥莊。祖父謝尹輔。父亲謝宜，曾任汾州知州致仕。